# Dicranomyia pontophila
Dicranomyia pontophila là một loài ruồi trong họ Limoniidae. Chúng phân bố ở miền Australasia.